# Сторицын, Пётр Ильич
Пётр Ильич Сторицын (настоящее имя — Пётр Эли-Бенционович Коган; 1877—1942) — русский поэт, театральный критик, журналист, меценат, издатель.

## Биография
Несмотря на то, что о Петре Ильиче Когане написано множество воспоминаний, достоверные биографические сведения о нём более чем скудны. По одним воспоминаниям, он был сыном киевского сахарозаводчика, по другим — родился в Елисаветграде и был сыном банкира; ещё один автор упоминает, что его отец владел мельницами и был крупнейшим мукомолом в Одессе. Во всех воспоминаниях указывается, что он происходил из состоятельной семьи и получил химическое образование в Женевском университете или в Германии (Гёттинген), и первоначально работал инженером-химиком.
Его отец, доверенный Одесского купеческого банка Эля-Бенцион Мошкович (Илья Моисеевич) Коган, в 1890-е годы проживал в Одессе в доме Макри № 58 на Малой Арнаутской улице. В конце 1914 года П. И. Сторицын приехал в Одессу и тотчас включился в литературную жизнь города как автор и меценат. Его первые стихи после прибытия в город появились на страницах коллективного сборника молодых поэтов «Серебряные трубы» (1915) под псевдонимом Пётр Сторицын. Помимо него, в сборник, первоначально планировавшийся под названием «Оловянные дудки», вошли произведения Эдуарда Багрицкого (уже под псевдонимом Багрицкий), Исидора Бобовича, Якова Галицкого (впервые под этим псевдонимом), Ильи Дальгонина, Анатолия Фиолетова и Георгия Цагарели (за исключением Цагарели и Бобовича все авторы сборника пользовались псевдонимами). Иллюстрировал альманах художник Сандро Фазини. Пётр Сторицын и Георгий Цагарели были ключевыми фигурами в издании «Серебряных труб» и последующих сборников этой группы поэтов: Сторицын финансировал публикацию сборников, Цагарели занимался их составлением и редакцией. Принимавшие участие в издании сборников поэты собирались в кафе Робина на Екатерининской улице и в ресторане Брунса в доме Вагнера (выходившим на Дерибасовскую, Ланжероновскую и Екатерининскую улицы).
Вслед за сборником «Серебряные трубы» были изданы сборники «Авто в облаках» (сентябрь 1915, с участием столичных поэтов Сергея Третьякова и Вадима Шершеневича, с иллюстрациями того же Сандро Фазини), «Седьмое покрывало» (август 1916, рисунки Сандро Фазини), «Чудо в пустыне» (апрель 1917, иллюстрации Сандро Фазини, с участием Владимира Маяковского — четвёртая часть поэмы «Война и мир»). Последний сборник был не только финансирован, но и составлен Сторицыным, который с каждым последующим сборником всё больше поворачивал издание в сторону футуризма, привлекая и участию столичных поэтов этого направления. Всего в сборниках вышло 17 стихотворений Петра Сторицына, из которых 8 — дважды.
В годы своего пребывания в Одессе регулярно печатался в журнале «Театр и кино» (стихи, рецензии и поэзо-рецензии на спектакли), а также в «Одесском листке», журнале «Бомба». Жил по адресу: улица Херсонская, 64, квартира 8 (другой известный адрес П. И. Сторицына в Одессе: Конная улица, дом № 6). Осенью 1917 года Пётр Сторицын покинул Одессу и перебрался в Петроград. В 1920-е годы был сотрудником петроградской газеты «Жизнь искусства», также сотрудничал в газете «Последние новости» и в «Красной газете». Позже работал корректором и жил чрезвычайно бедно. Имел репутацию великолепного рассказчика, был дружен с рядом писателей и деятелей искусства (И. Э. Бабель, М. А. Кузмин, Э. Г. Багрицкий).
Умер от голода в январе 1942 года в блокадном Ленинграде.